# Smart (Automarke)

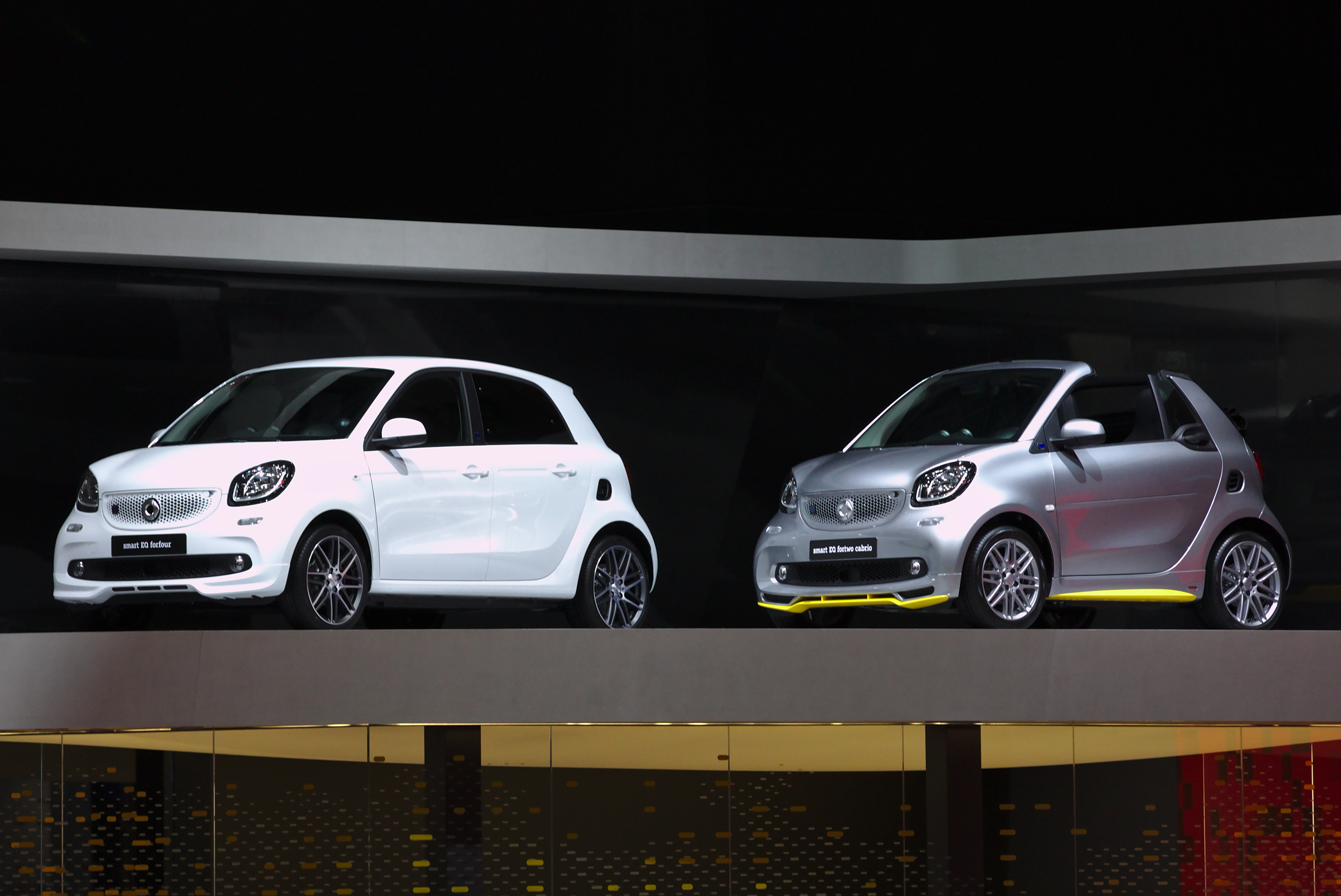
Die dritte Generation wurde als „Forfour“ und „Fortwo“ angeboten

Smart (Eigenschreibweise smart) ist eine 1994 gegründete Automobilmarke der Mercedes-Benz AG. Seit 2020 gehört die Marke einem 50-50 Joint Venture zwischen Mercedes-Benz und der chinesischen Geely Automobile Group. Von 1998 bis 2018 wurden hauptsächlich Verbrennungsmotoren im zweisitzigen ForTwo verbaut, ab 2018 wurde der erste Schritt zur rein elektrischen Marke Smart EQ gemacht.

## Geschichte

### Die Idee

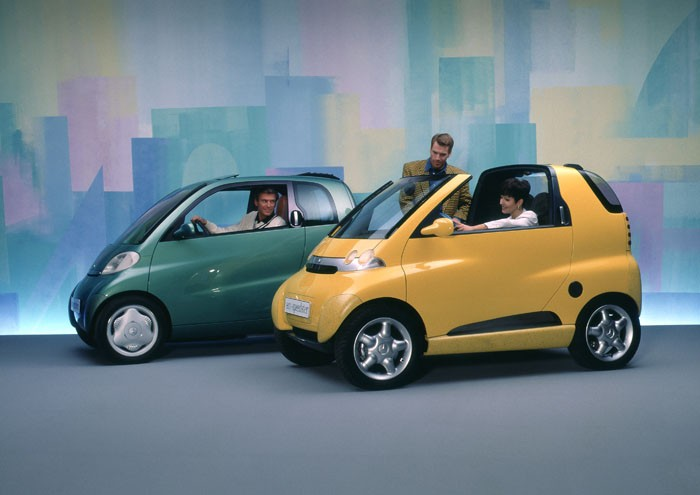
Micro Compact Car (Studie links: Eco Sprinter, rechts: Eco Speedster)

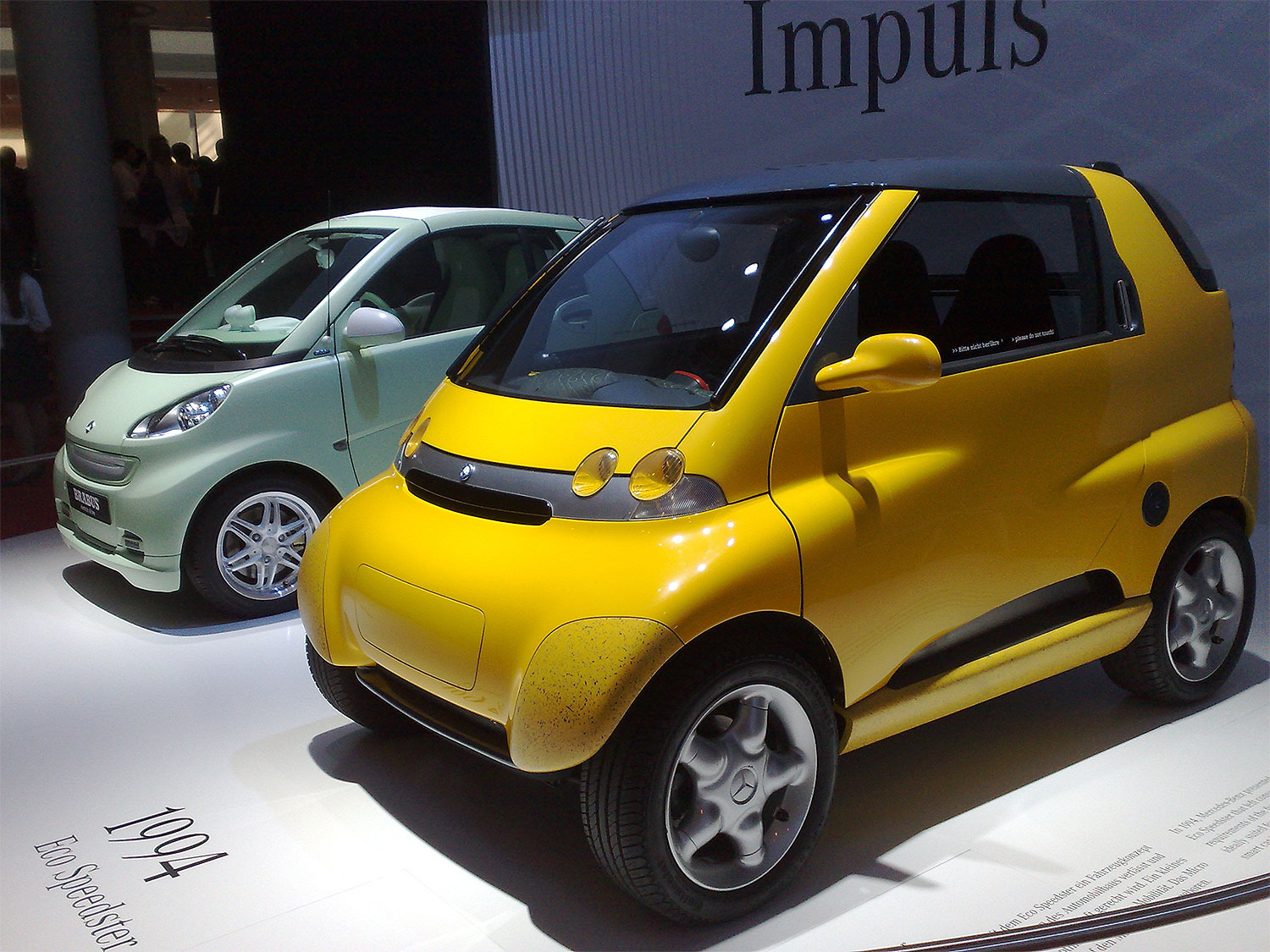
Eco Speedster (1994) mit Brabus Smart electric drive (2009)

Die Idee eines Fahrzeugs unterhalb der VW-Polo-Klasse hat in den 1980er Jahren viele Kfz-Hersteller beschäftigt.
1981 stellte Daimler-Benz die Projektion eines Mercedes-Stadtwagens vor (NAFA, Auto Bild Heft 33/1986 und auto motor und sport Heft 7/1986), mit Vorderradantrieb und Quermotor (von Daihatsu); in diesem Entwurf kann man einen Vorboten des Smart sehen. Auch zahlreiche deutsche Hochschulen und Universitäten beschäftigten sich mit der Idee eines Kleinstwagens. Dafür zwei Beispiele:
1. Das Projekt BCC (1984–1989) an der Hochschule für Gestaltung Pforzheim. Einige Studenten unter der Leitung von Johann Tomforde (dem späteren Smart-Projektleiter) arbeiteten konzeptionelle Eigenschaften in das Projekt ein.[2]
2. Das Projekt Mocar (1986–1988) an der Hochschule der Bildenden Künste Kassel (Universität Kassel), wo der Automobildesigner Mouftoglou Dimitris[3] unter der Leitung von Horst Sommerlatte eine Konzeption vorgelegte, die mit dem späteren Smart zahlreiche Gemeinsamkeiten hatte (u. a. in Form, Format und Fahrzeugphilosophie). Die Arbeitsergebnisse wurden der Industrie vorgelegt (6/1989: 9 Jahre vor der Smart Einführung) und mit großem Interesse aufgenommen.[4]

### Gründung des Unternehmens
Die konsequente Vermarktung der Idee begann Nicolas Hayek, der Gründer der Swatch-Gruppe. Seine Vision von einem Swatch-Mobil, das klein und vor allem günstig sein sollte, führte ihn zum VW-Konzern. Unter anderem sah das Konzept eine (ähnlich den Swatch-Uhren) auswechselbare Karosserie sowie eine Zusammenarbeit mit der Bahn vor, in Form einer Mitführbarkeit des Wagens für weite Reisen. Als VW aus dem Projekt ausstieg, sprang Mercedes-Benz ein. Bis Anfang 1994 existierten lediglich zwei Designstudien. Neben dem innovativen Design legte Nicolas Hayek vor allem einen großen Wert auf einen umweltfreundlichen Elektro- oder Hybridantrieb.
Das Unternehmen Smart wurde 1994 von Hayek in Biel als gemeinsame Tochtergesellschaft von Daimler-Benz und der SMH SA (Sociéte Suisse de Microélectronique et d’Horlogerie) als Micro Compact Car AG gegründet. Im Zuge der Entwicklung des Fortwo (damals noch „City Coupé“ genannt) stieg Hayek aus dem Projekt aus, weil er sich an den steigenden Entwicklungskosten nicht mehr beteiligen wollte und weil sich Daimler-Benz weigerte, Techniken (etwa Elektromotoren direkt an den Rädern) für ein spritsparendes Auto einzubauen, die ja eigentlich den Sinn dieses Autos ausmachen sollten. Daimler-Benz sah damals keine Zukunft für Elektro- oder Hybridantriebe. Daraufhin verkaufte Hayek seine Anteile am 1. November 1998 an Daimler-Benz mit den Worten „Der heutige benzinbetriebene Smart ist ein Produkt aus dem Hause Daimler-Benz und hat nichts mit den Plänen des einstigen Swatch-Teams gemein.“. Im September 2002 firmierte sich die Micro Compact Car Smart GmbH in Smart GmbH um.

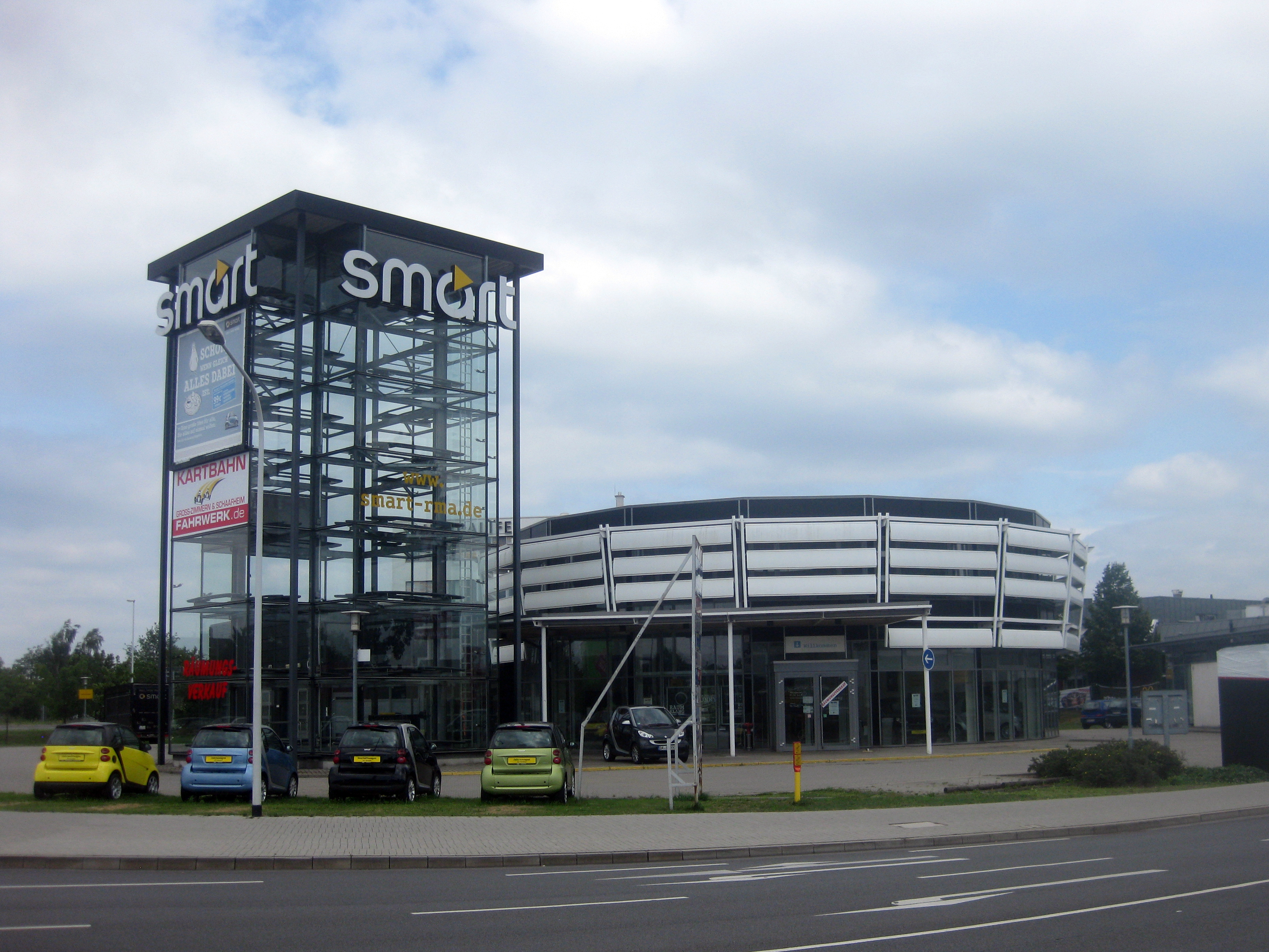
Smart-Center Darmstadt (2012 abgerissen)

### Die Umstrukturierungen
Von 1998 bis zur Umstellung der Vertriebsstruktur im März 2005 gab es in Deutschland 106 eigenständige sogenannte „Smart Center“, die gut am typischen gläsernen Smart-Turm zu erkennen waren. Das Architekturbüro Kauffmann Theilig & Partner entwickelte das Konzept der Smart-Center. Der Erlanger Architekt Ralph Küster konzipierte auf dieser Grundlage den in verschiedenen Modulgrößen variablen Systembaukörper. Mit dem Jahreswechsel 2005/2006 wurden die meisten Smart Center geschlossen. Verkauf und Service wurden danach vor allem von bestehenden Daimler-Niederlassungen in einem Shop-in-Shop-Konzept umgesetzt. Daneben gab es zahlreiche autorisierte Autohäuser, die den Smart verkauften und pflegten. Die wirtschaftliche Lage blieb aber angespannt. Aus diesem Grund wurde das Vertriebskonzept umgestellt, die Produktpalette reduziert und Neuentwicklungen gestoppt. Die Produktion des Roadster und des Forfour wurden eingestellt, der kleine Geländewagen Formore gar nicht erst eingeführt. Für die Einstellung der Produktion des Forfour musste Mercedes-Benz an Mitsubishi und an einige Zulieferer eine Entschädigung von etwa 1 Milliarde Euro bezahlen.
Die Smart GmbH wurde – nach 2 Abbauwellen in den Jahren 2005 und 2006 – aufgelöst und die verbleibenden Gewerke (Entwicklung, Vertrieb, Marketing, HR) wurden in die bestehende Daimler-Organisation vollständig integriert. Das Unternehmen konzentrierte sich nunmehr auf den Fortwo. Die zweite Modellgeneration (C 451) wurde seit dem Frühjahr 2007 als Coupé und Cabrio produziert. Die Brabus-Variante war seit Herbst des Jahres 2007 erhältlich. Der C 451 wurde im Hinblick auf seine geplante Markteinführung in Nordamerika insgesamt um knapp 20 Zentimeter verlängert, um den dortigen Crash-Normen zu entsprechen (größere „Crashboxen“ vorne und hinten). Nach einer erfolgreichen Marketingkampagne und Registrierungsphase für Kaufinteressenten im Jahr 2007 wurde der Smart ForTwo seit Februar 2008 an Kunden in den USA ausgeliefert. Die Markteinführung wurde durch besonders hohe Benzinpreise im Jahr 2008 begünstigt. In London wurden in einem Großversuch 100 Smart Fortwo mit Elektroantrieb getestet, diese basieren allerdings noch auf dem vorherigen Modell. Mercedes-Umweltchef Herbert Kohler kündigte im Juni 2008 an, dass es auch einen „E-Smart“ mit Lithium-Ionen-Akkus geben sollte.

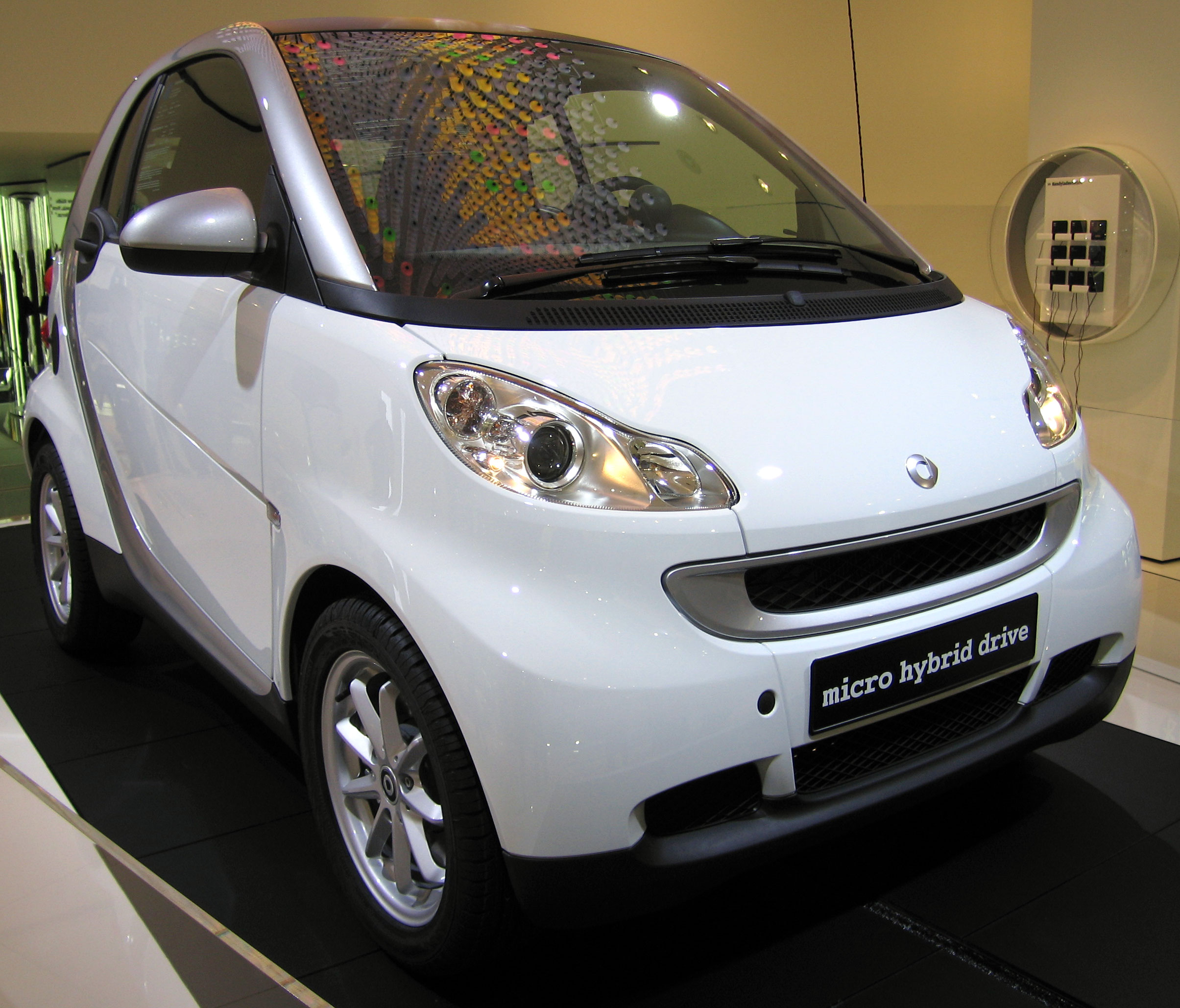
Smart fortwo micro hybrid drive

Seit Oktober 2007 wurde der Smart fortwo micro hybrid drive produziert, in dem ein riemengetriebener Starter-Generator (rSG) als Start-Stopp-System fungiert. Der Normverbrauch verringert sich dabei um ca. 0,4 Liter pro 100 Kilometer. Die Namensgebung stieß auf Kritik, weil der Begriff einen Hybrid-Antrieb suggeriere. Von mehreren Herstellern wird allerdings aus Imagegründen versucht, den Begriff „micro hybrid“ als Bezeichnung für eine Start-Stopp-Automatik zu etablieren. Im Jahr 2009 sanken die Smart-Verkäufe weltweit um 18 Prozent auf 113.900 Einheiten – trotz Umweltprämie. Anlässlich der Überkreuz-Beteiligung von Renault und Mercedes rückte 2010 das Kleinwagensegment verstärkt in den Fokus – und damit der Smart. Außerdem wurde wegen der CO2-Politik der EU (Europäisches Programm für den Klimaschutz) die Senkung des Flottenausstoßes an CO2 zu einem wichtigen Ziel der Autoentwickler.
Der Smart ist „eigentlich das perfekte Modell für ein E-Auto, nur sind die Kosten viel zu hoch“. Der neue Smart-Zweisitzer und Smart-Viersitzer – ab 2014 in Slowenien gebaut – wurde gemeinsam mit dem Renault Twingo III entwickelt. Der Vertriebspartner von Daimler in Amerika, Smart USA, ein Unternehmen der Penske Automotive Group, kündigte für Anfang 2012 einen Fünftürer auf Basis einer Nissan-Fahrzeugarchitektur an. Im Februar 2011 gab Daimler bekannt, ab Sommer 2011 aufgrund des stark rückläufigen Interesses an Smart-Fahrzeugen in den USA den Vertrieb sowie die Management- und Marketingaktivitäten von der Penske Automotive Group auf die Mercedes-Benz USA zu übertragen.
2019 gründeten Daimler und der chinesische Autohersteller Geely, der größte Einzelaktionär von Daimler, ein Gemeinschaftsunternehmen (Joint Venture) an dem beide Unternehmen zu jeweils 50 % beteiligt sind. Smart-Modelle werden seit 2022 in China gefertigt. Die Produktion in Europa wurde 2024 beendet. Der Smart gilt laut Spiegel als größter Flop in der jüngeren Unternehmensgeschichte von Daimler, da der Konzern mit dem Fahrzeug mehrere hundert Millionen Euro verloren habe.

## Standorte und Logistik

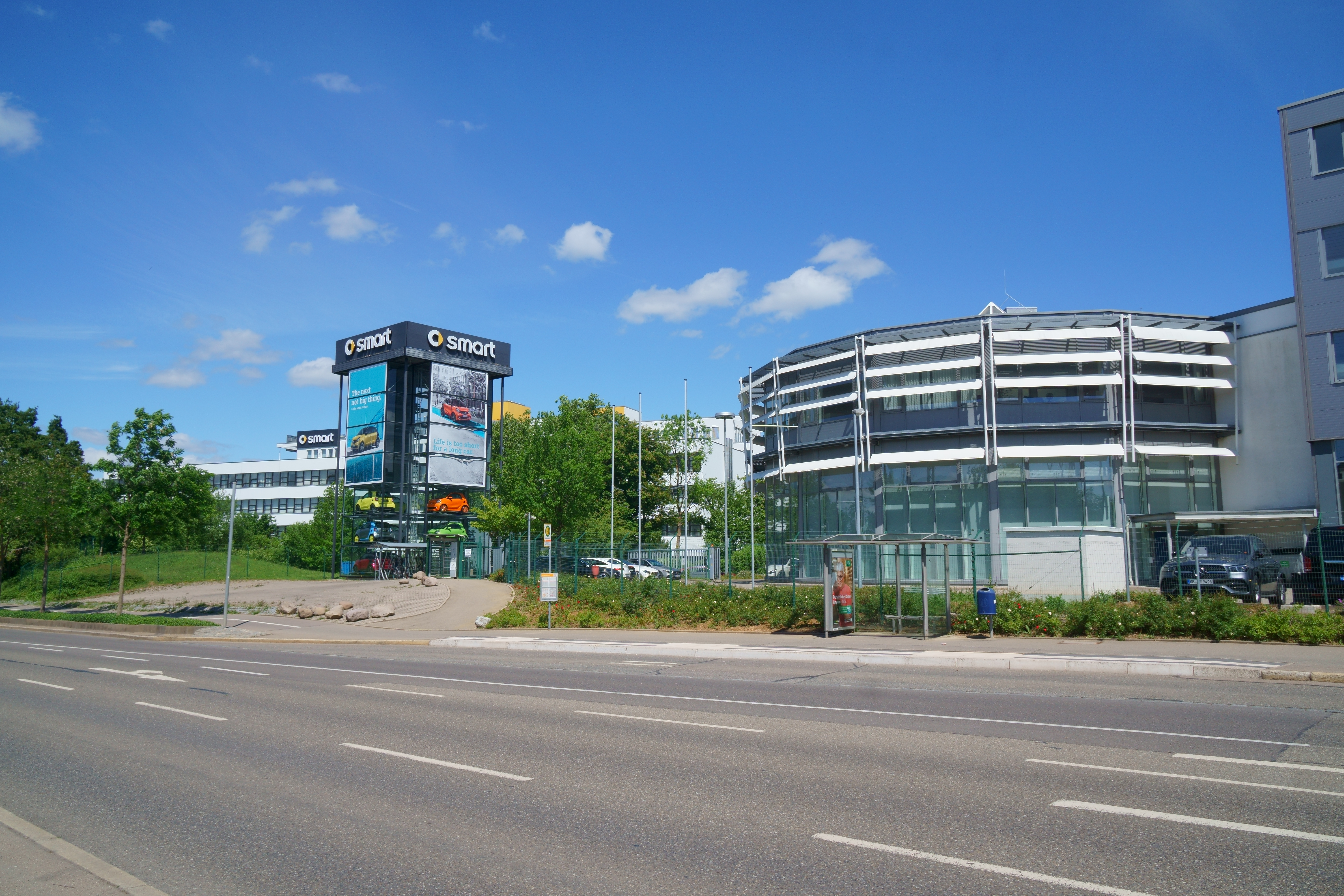
Firmenzentrale in Böblingen

Die Verwaltungszentrale von Smart liegt in Böblingen. Produziert wurde vor allem im französischen Hambach, nahe der saarländischen Grenze. Die Produktionsstätte wird auch Smartville genannt. Hier wurden der Fortwo, dessen Cabrio-Variante und auch der Roadster hergestellt. Seit Dezember 2020 gehört das Werk Smartville gänzlich der britischen Firma Ineos Automotive, welche dort ab Sommer 2022 ihre Grenadier Geländewagen bauen möchte. Ineos ist mit Daimler einen Deal eingegangen, trotzdem den Smart EQ in dem Werk weiter zu produzieren. Später sollen unter diesen Bedingungen auch die folgenden Kleinstwagen EQ der Marke Mercedes-Benz gebaut werden.
Das Nedcar-Werk im niederländischen Born wurde zwischen 2004 und 2006 zum Bau der Smart Forfour Modelle genutzt. Im Laufe des Jahres 2006 wurde die Produktion auf die neuen Modelle umgestellt und es wurden weitere Produktionsstätten in Europa und Asien aufgesucht. Die Mitarbeiter wurden im Oktober 2006 in die DaimlerChrysler-Organisation integriert. Die Smart GmbH wurde Ende 2006 aufgelöst.

### Pkw-Neuzulassungen in Deutschland
| Jahr | Einheiten (Stück) | Marktanteil in Prozent |
| ---- | ----------------- | ---------------------- |
| 2022 | 12.190            | 0,50                   |
| 2021 | 24.023            | 0,90                   |
| 2020 | 16.051            | 0,60                   |
| 2019 | 49.138            | 1,40                   |
| 2018 | 41.094            | 1,20                   |
| 2017 | 36.723            | 1,10                   |
| 2016 | 37.299            | 1,10                   |
| 2015 | 37.808            | 1,20                   |
| 2014 | 22.408            | 0,70                   |
| 2013 | 26.009            | 0,88                   |
| 2012 | 28.053            | 0,90                   |
| 2011 | 29.470            | 0,90                   |
| 2010 | 29.069            | 1,00                   |
| 2009 | 33.980            | 0,89                   |
| 2008 | 33.805            | 1,09                   |
| 2007 | 31.974            | 1,02                   |
| 2006 | 30.286            | 0,87                   |
| 2005 | 42.556            | 1,27                   |
| 2004 | 50.174            | 1,54                   |
| 2003 | 43.856            | 1,35                   |
| 2002 | 44.800            | 1,38                   |
| 2001 | 46.364            | 1,39                   |

| Jahr | Einheiten |
| ---- | --------- |
| 2014 | 10.453    |
| 2013 | 09.264    |
| 2012 | 10.009    |
| 2011 | 05.208    |
| 2010 | 05.927    |
| 2009 | 14.600    |
| 2008 | 24.600    |

### Markenname
Der Markenname smart wird als Zusammensetzung aus swatch, mercedes und art erklärt. Alle Produktnamen werden analog zum Markennamen kleingeschrieben. Im Englischen bedeutet „smart“ so viel wie „klug“, „modisch“, „schick“ oder „pfiffig“.

## Modelle und Markteinführung

### Schlüsselnummern
Einige Smart-Modelle werden beim Kraftfahrt-Bundesamt unter den Smart-eigenen Herstellerschlüsselnummern (HSN) 7009, 8773 oder 9891 geführt, andere unter den Mercedes-Benz-HSN 0999 oder 1313.

### Fortwo
Das erste Modell von Smart, der Fortwo, ist ein heckgetriebener, zweisitziger Kleinstwagen. Von der Markteinführung Oktober 1998 bis zur Markteinführung des Forfour (Anfang 2004) wurde er als City-Coupé bezeichnet. 2007 erschien die 2. und 2014 die 3. Generation. Von Ende 2012 bis Mitte 2015 war der Smart Fortwo in der Version ED3 auch mit Elektroantrieb erhältlich. Im März 2017 fand der Marktstart der Elektroversion der dritten Generation des Smart Fortwo (Baureihe 453) statt (auch für alle Smart-Modelle als vierte Generation des Smart ed bezeichnet).
Auf der IAA im September 2017 zeigte die Entwicklungsabteilung den smart vision EQ fortwo. Das ist eine Konzeptstudie ohne Lenkrad und Pedale. Die Autosteuerung erfolgt entweder mittels eines Mobilfunkgerätes des Nutzers oder mittels Spracheingabe. Ausgestattet ist das Modell mit einem Lithium-Ionen-Akku mit einer Kapazität von 30 Kilowattstunden. Das Fahrzeug ist in der Lage, bei Nichtbenutzung selbstständig eine Ladestation anzusteuern und hier aufzutanken. Es kann aber auch über eine automatische Verbindung mit dem Netz Strom an andere Kleinverbraucher abgeben. Eine weitere Besonderheit ist, dass weder herkömmliche Scheinwerfer noch Rücklichter verwendet werden, dagegen liefert ein Black-Panel-Grill die Beleuchtung. Anstelle der Scheinwerfer zeigen LED-Displays Fahrgrafiken mit augenähnlichen Formen; damit soll die Kommunikation nicht mehr nur technisch, sondern auch „auf einer menschlicheren Ebene“ erfolgen. Auf den mit einer Spezialfolie überzogenen Seitenfenstern können von innen weitere Informationen angezeigt werden, die nicht unmittelbar mit dem Fahrzeug zu tun haben (Wetter, Gaststätten, Veranstaltungen, …). Im Inneren gibt es im Frontbereich ein Black-Panel-Display als zentrale Schnittstelle für Interaktionen mit den Insassen. Angestrebt wird, dass das Fahrzeug den Fahrer findet, der also nicht erst zu irgendeinem Parkplatz laufen muss. Das soll auch zu einem völlig neuen Carsharing-Konzept führen. Als Ziel für eine eventuelle Markteinführung wird der Zeitraum ab 2020 genannt. Preise sind noch nicht im Gespräch.

### Roadster

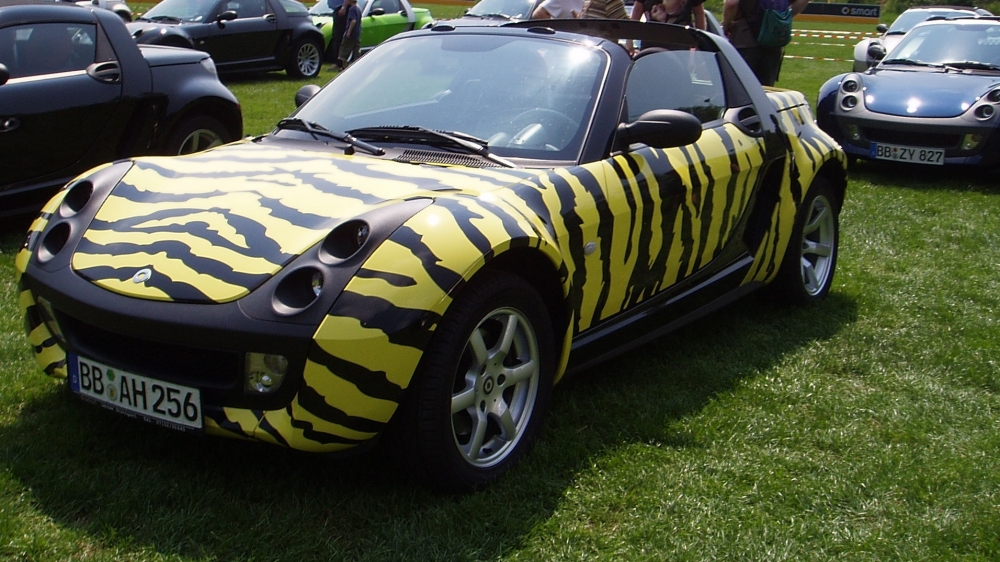
Smart Roadster

Der Smart Roadster ist ein flacher zweisitziger Roadster. Die Entwicklung begann im Herbst 1998, am 11. April 2003 erfolgte die Markteinführung.
Der Roadster wurde in zwei Bauformen angeboten, als Smart Roadster und als Smart Roadster-Coupé. Beide Modellvarianten sind bis auf den hinteren Kofferraum identisch. Der Roadster hat ein Stufenheck, das Coupé besitzt dagegen einen vollverglasten Heckaufbau (Glaskuppel), der zusätzlichen Stauraum bietet. Die Roadster sind entweder mit einem 45-kW-(61-PS)- oder einem 60-kW-(82-PS)-suprex-Turbomotor ausgestattet. Die exklusiv von Brabus ausgestatteten Roadster und Coupés werden von einem 74-kW-(101-PS)-Turbomotor angetrieben. Alle drei Motorisierungen haben 698 cm³ Hubraum aus 3 Zylindern und basieren auf dem Blockmotor des Smart Fortwo.
Alle Roadster haben wahlweise ein Hartschalendach (Hardtop) oder ein elektrisches Faltstoffverdeck (Softtop). Das Hardtop besteht aus zwei Hälften und kann im hinteren Kofferraum des Wagens verstaut werden, wenn kein Softtop verbaut wurde. Das Softtop ist ähnlich dem des Smart Cabrio. Allerdings faltet es sich in einen Teil des Kofferraums unter dem Überrollbügel der Tridionzelle zusammen. Es kann während der Fahrt bei jeder Geschwindigkeit innerhalb von ca. 10 Sekunden geöffnet und geschlossen werden. Zusätzlich können bei komplett geöffnetem Verdeck wie beim Smart Cabrio die seitlichen Dachholme ausgebaut und in den vorderen Kofferraum verstaut werden.
Die Produktion des Smart Roadster wurde nach einer vorausgegangenen Entscheidung des DaimlerChrysler-Vorstands im Frühjahr 2005 zum Herbst 2005 eingestellt. In Hambach (Lothringen) lief das letzte von 43.000 gebauten Fahrzeugen am 4. November 2005 vom Band. Zum Zeitpunkt des Produktionsendes waren ca. 11.000 Fahrzeuge noch nicht verkauft.

### Forfour

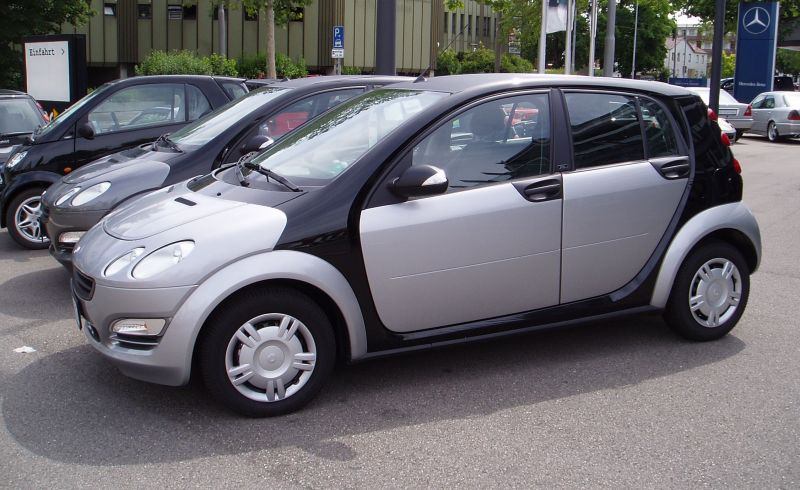
Smart Forfour

Der Smart Forfour ist ein Auto der Kleinwagenklasse. Er wurde von April 2004 bis Juli 2006 gebaut. Er war ein Gemeinschaftsprodukt mit Mitsubishi und teilte sich mit dem Mitsubishi Colt etwa 40 Prozent der Teile. Er wurde mit diesem bei der Mitsubishi-Tochter Netherlands Car B.V. (NedCar) in Born (Niederlande) gebaut.
Für den forfour cdi wurde sogar noch ein geschlossener Dieselpartikelfilter (DPF) für die letzten Produktionsmonate entwickelt.
Mit der Kooperation zwischen Daimler und der Renault-Nissan-Allianz kam im November 2014 wieder ein Smart für vier Personen auf den Markt, auf Basis des Renault Twingo und wieder unter dem Namen Forfour. Die Studie Smart Fourjoy auf der IAA 2013 gab einen Ausblick auf den Viersitzer. Im März 2017 fand der Marktstart der Elektroversion der zweiten Generation des Smart Forfour (Baureihe 453) statt (auch für alle Smart-Modelle als vierte Generation des Smart ed bezeichnet). Ende 2021 wurde die Baureihe vom Markt genommen.

### Formore (keine Markteinführung)
Das nächste Fahrzeugmodell nach dem ForFour der 1. Generation sollte ein SUV mit dem Namen Formore werden. Es war geplant, ihn ab 2006 in Brasilien zu fertigen. Smart wollte damit verstärkt auf den US-amerikanischen Markt drängen. Die Entwicklung des Fahrzeugmodells wurde jedoch im Rahmen umfangreicher Sanierungsmaßnahmen gestoppt.
Dieses Fahrzeug wäre der erste kleine SUV eines europäischen Herstellers in den USA gewesen.
Als Varianten waren ein 4x2, ein 4x4, ein Diesel und ein Benziner jeweils mit Automatikgetriebe vorgesehen.

### Crosstown (Studie)

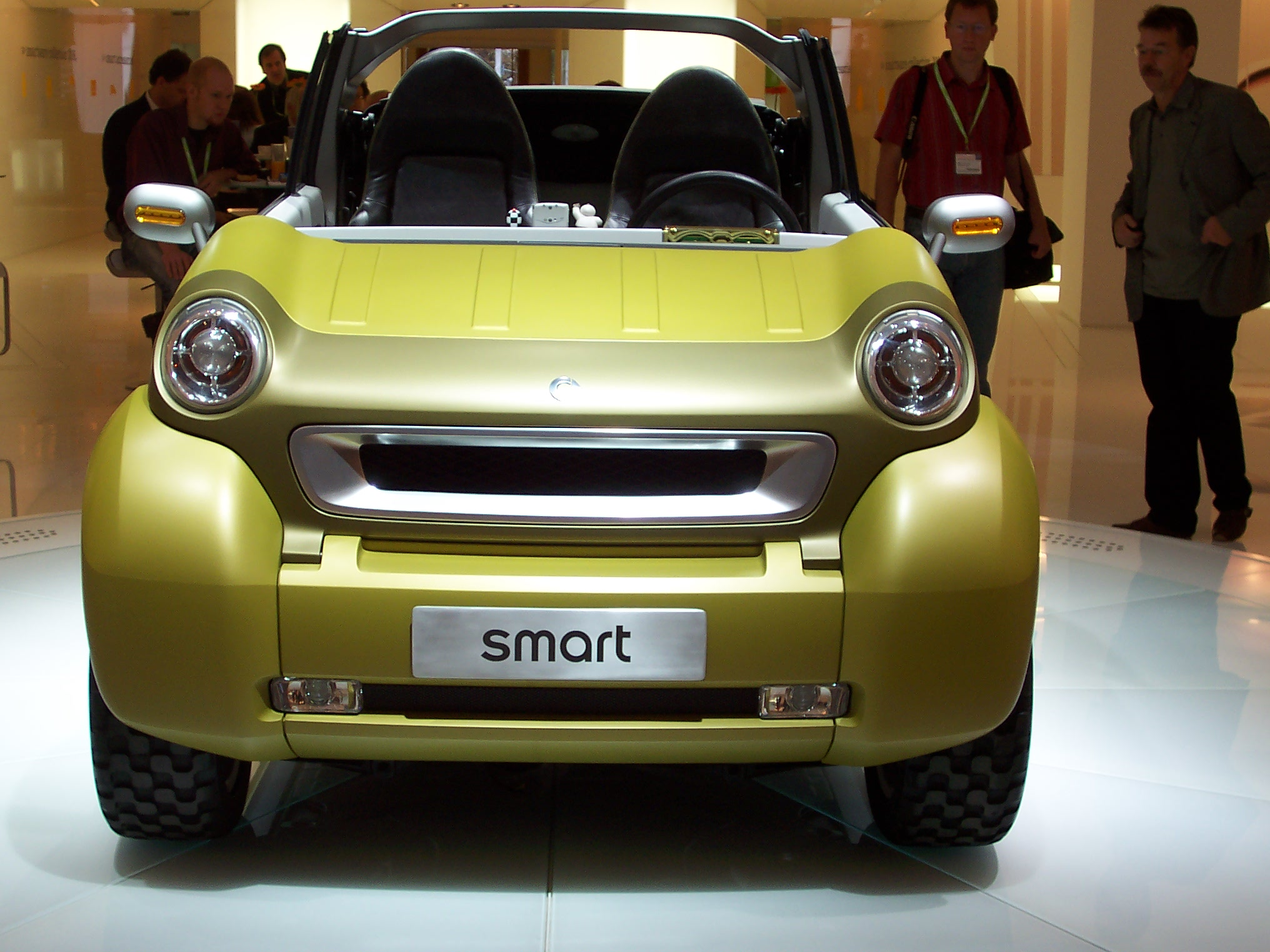
Smart Crosstown

Auf der IAA 2005 in Frankfurt am Main wurde eine Konzeptstudie namens Crosstown vorgestellt. Der einem Jeep ähnliche Geländewagen sollte eine umklappbare Windschutzscheibe erhalten. Die Ausstattung sollte sich auf junge Fahrer ausrichten – wie eigentlich die komplette Smart-Modellreihe. So sollte standardmäßig eine USB-Schnittstelle für tragbare MP3-Player und eine Dockingstation für Handhelds vorhanden sein.

### Tridion 4 (Studie)
Der (MCC)Smart Tridion 4 ist ein Prototyp mit drei Zylindern, 135 km/h Spitze, 45 kW (61 PS) bei 5250/min, 599 cm³ Hubraum und 3,65 m Länge. Die Studie stellte einen Ausblick auf das Design des späteren smart forfour dar.

### Cabrio

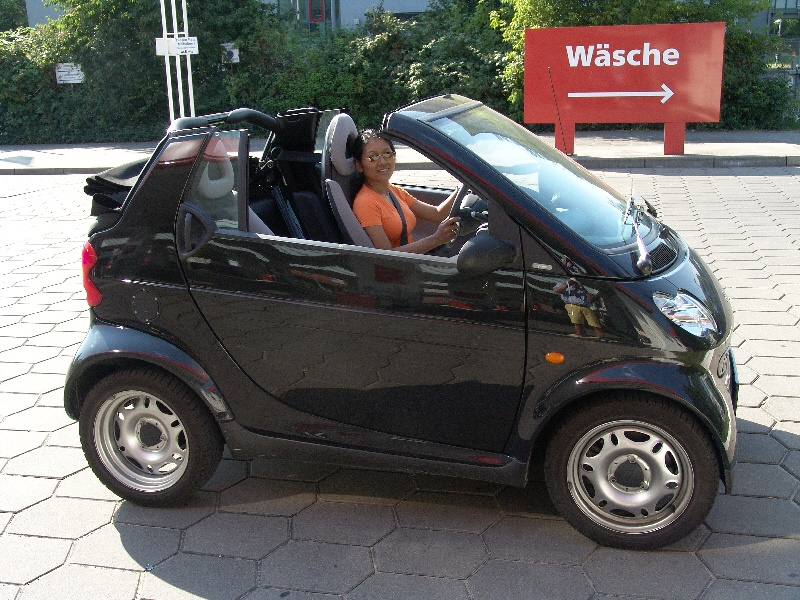
Smart Cabrio

Der Smart Cabrio ist ein Smart Fortwo als Cabriolet mit elektrisch zu öffnendem Stoffdach und herausnehmbaren Dachholmen. Er wurde im März 2000 eingeführt. Der Smart Cabrio entspricht in seiner Motorisierung und Ausstattung einem Fortwo Coupé, allerdings bleibt die Basismotorisierung dem Fortwo Coupé vorbehalten. Das elektrische Stoffverdeck lässt sich in drei verschiedenen Varianten öffnen. Zum einen lässt sich das Verdeck (auch während der Fahrt) elektrisch zurückfahren und schließen. Weiter kann man das Verdeck per Knopfdruck in einer Führung herunterfallen lassen, um es dann manuell mit leichtem Druck zu verriegeln. Die seitlichen Dachholme lassen sich jetzt herausnehmen und in einer eigens dafür vorgesehenen Halterung in der Heckklappe verstauen. Das Stoffverdeck stammt vom Verdeckspezialisten Webasto. Ab dem Modelljahr 2001 (1st Generation) bekam das Cabriolet in den Modellvarianten Pulse und Passion einen mit hellem Stoff verkleideten Dachhimmel. Das Smart Cabrio mit CDI-Diesel-Motor ist das weltweit einzige 3-Liter-Cabriolet in Serienproduktion.
Das neue Cabriolet (Modelljahr 2007, Baureihe 451) verfügt über eine beheizbare Glas-Heckscheibe, außerdem lässt sich das Verdeck jetzt ohne einen Zwischenschritt komplett herunter- und hochfahren. Das Herausnehmen der Längsholme muss aber nach wie vor von Hand geschehen.

### Crossblade

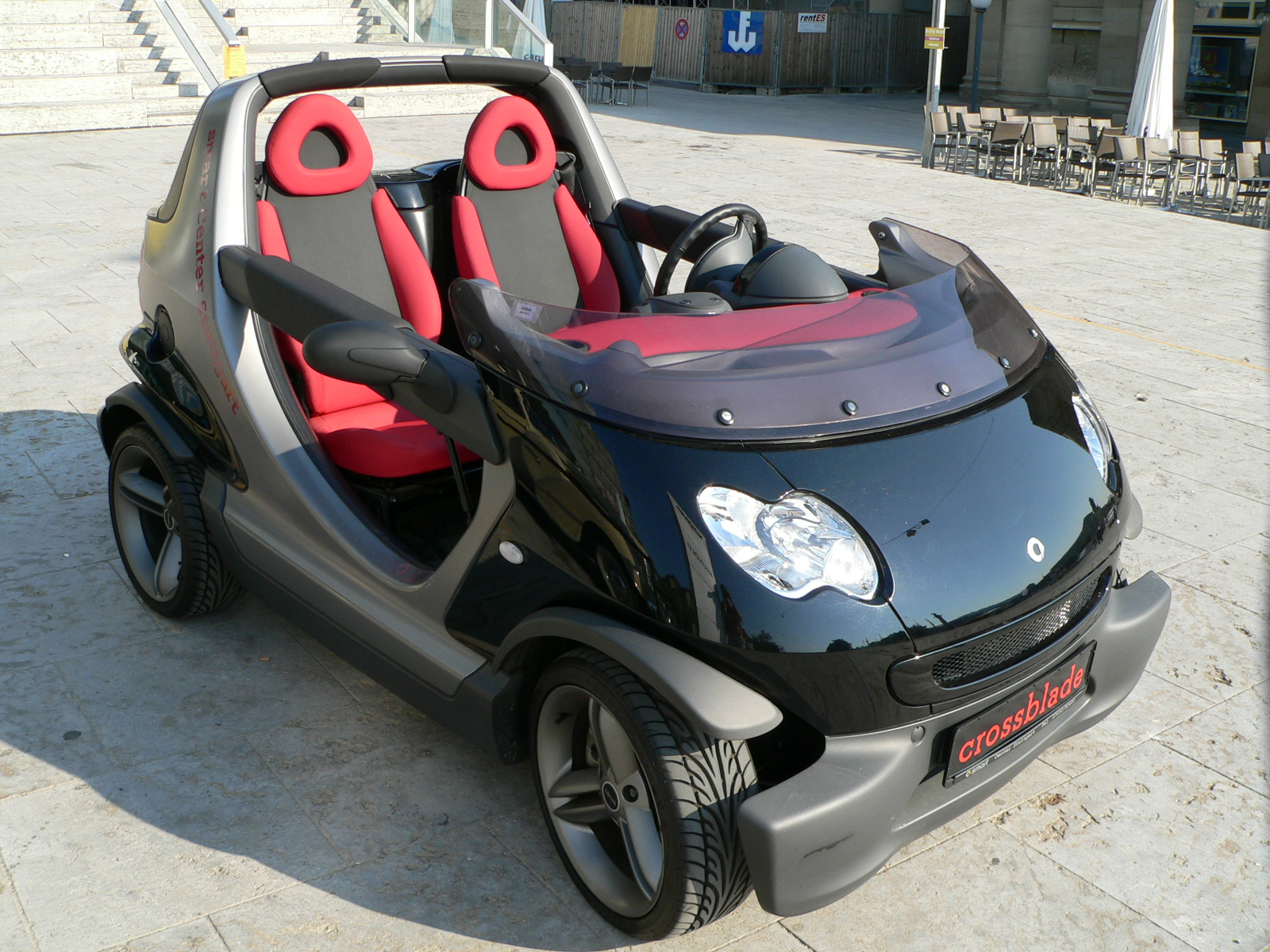
Smart Crossblade

Der Smart Crossblade ist ein von der Bertrandt AG als Generalunternehmer entwickeltes und in Kleinserie umgebautes Smart Fortwo Cabrio & Pure ohne Dach und Frontscheibe. Anstatt herkömmlicher Türen befinden sich nur schmale Sicherheitsbügel an den Seiten. Der Smart Crossblade war als ein reines Spaßauto nur für Schönwetterfahrten konzipiert. Er war ab Juni 2002 erhältlich, die Anzahl war auf 2000 Stück limitiert. Das Fahrzeug ist wetterfest und kann sogar durch eine übliche Waschanlage gefahren werden, da sich mehrere Wasserabläufe im Fahrzeug befinden und alle relevanten Teile des Innenraumes entsprechend neu entwickelt wurden.
Der Smart Crossblade mit der Seriennummer „0001“ wurde von Robbie Williams auf seiner 2002er-Tournee vorgeführt und anschließend bei eBay versteigert. Hier wurden 2002 51.049,99 Euro erzielt, die zugunsten der Robbie-Williams-Stiftung „Give It Sum“ gingen.

### Smart Vision EQ Fortwo (Studie)

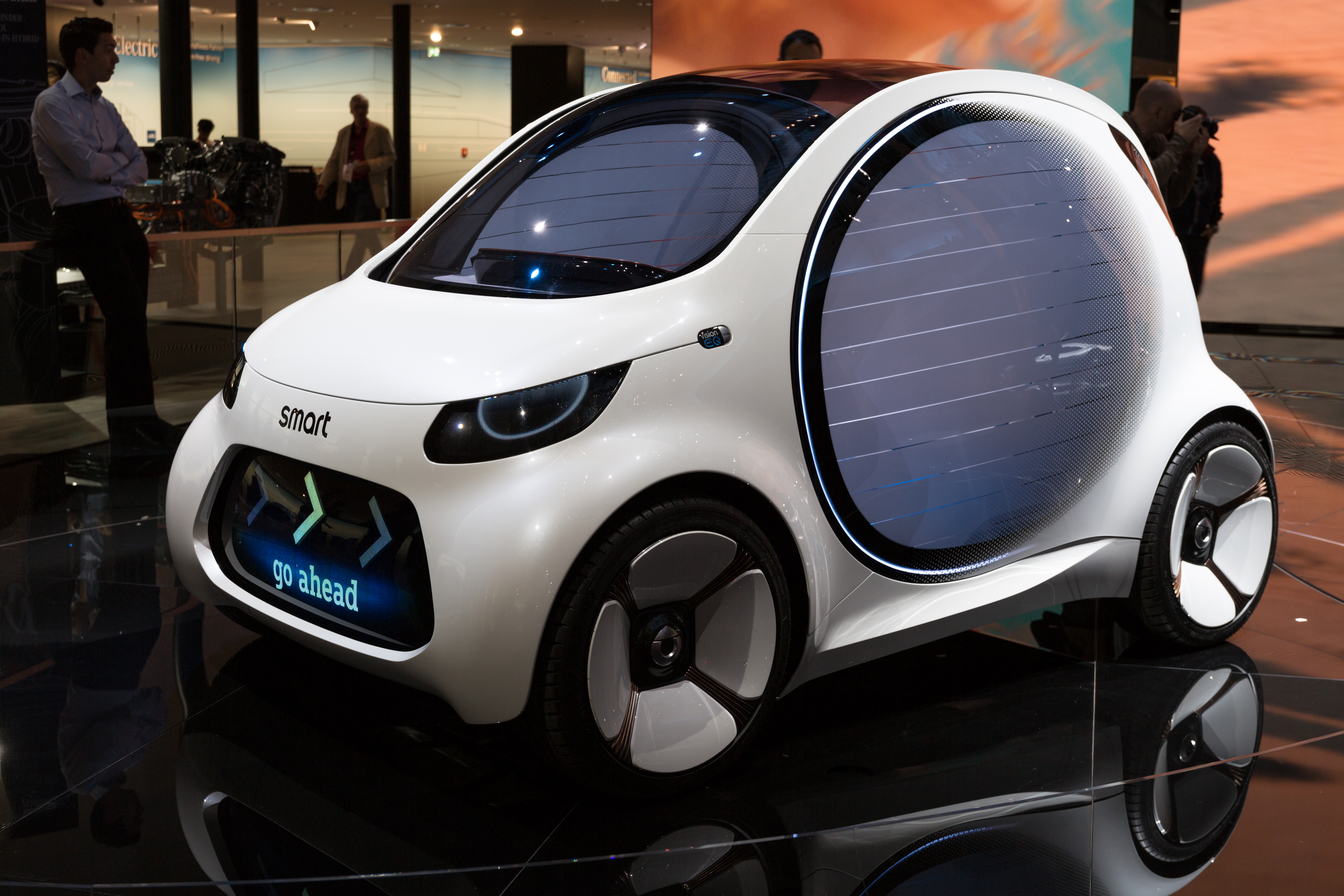
Smart Vision EQ Fortwo

2017 wurde auf der IAA eine Studie präsentiert, welche die Zukunft des Fortwo als autonomes Automobil zeigen soll. Das Konzeptfahrzeug verfügt über keine klassischen Steuerungsinstrumente, wie Lenkrad, oder Pedale und über auffällige nach oben schwenkende Türen. Statt über Scheinwerfer verfügt das Konzeptfahrzeug über mehrere Außendisplays, die mit der Umwelt kommunizieren sollen.

### Smart Concept #1 (Studie)

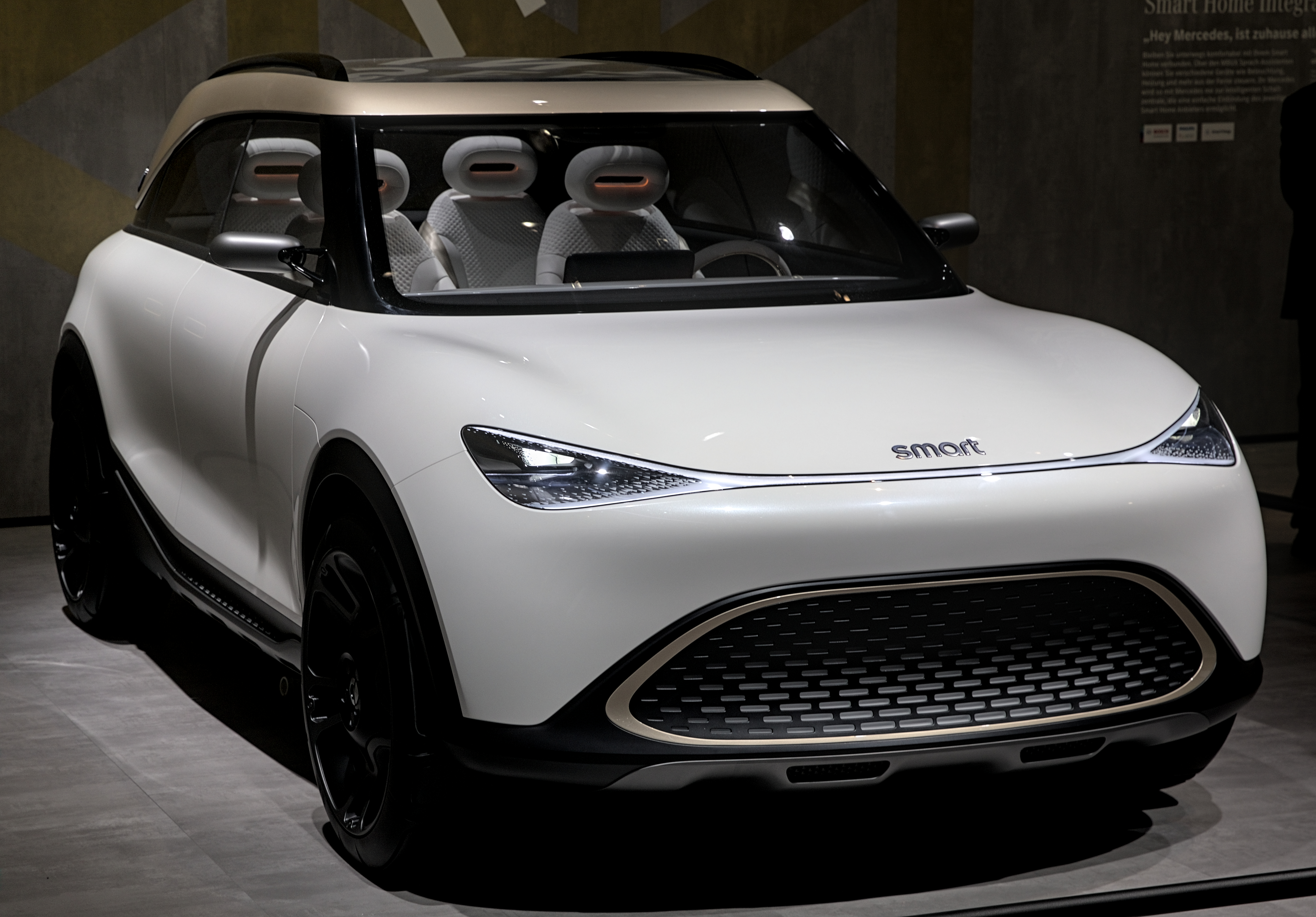
Smart Concept #1

Das auf der IAA 2021 präsentierte Konzeptfahrzeug zeigt, wie die Marke in Zukunft – mit Unterstützung von Geely – aufgestellt sein wird.

### Smart #1

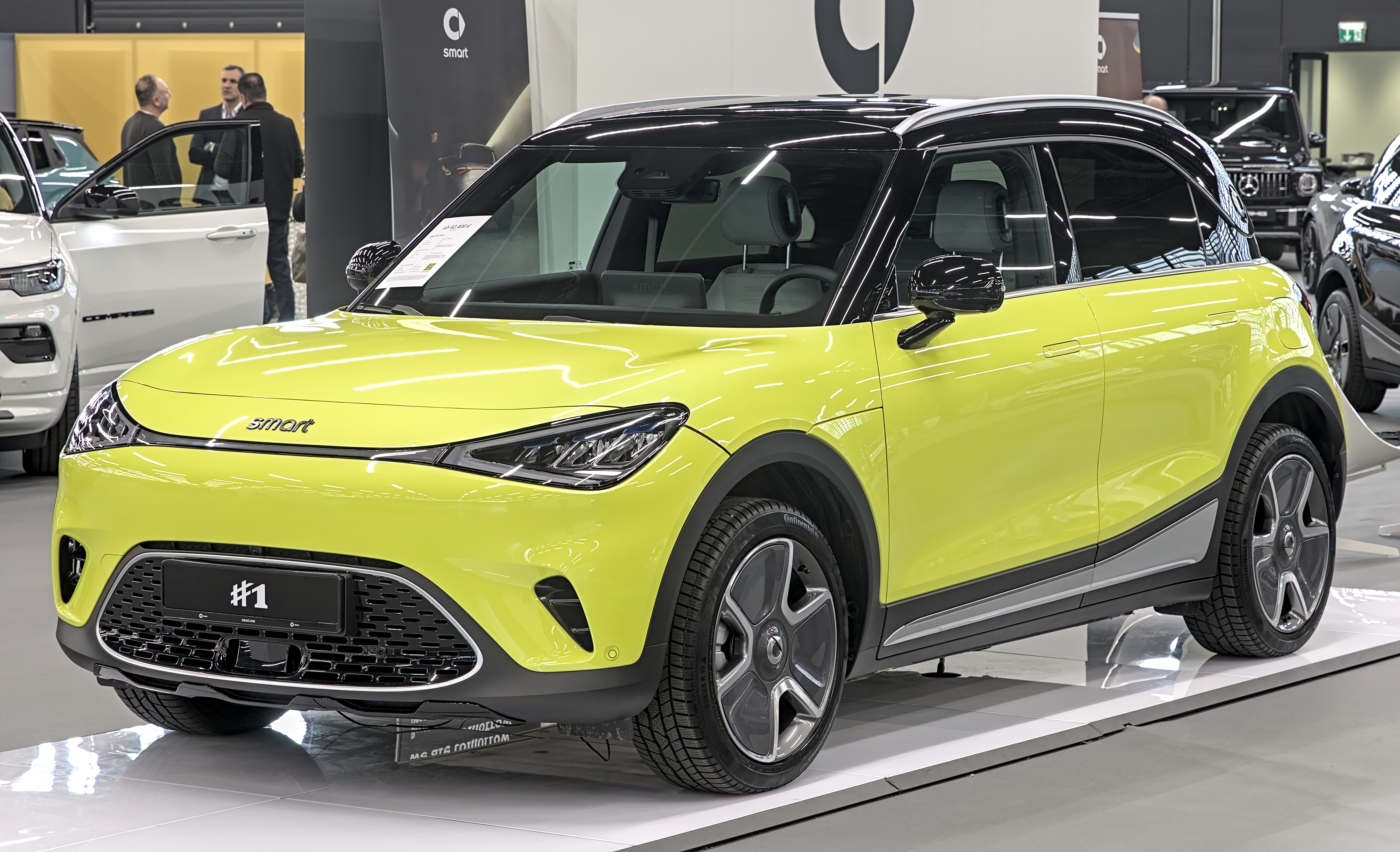
Smart #1

Auf das 2021 vorgestellte Konzeptfahrzeug folgte im April 2022 das Serienmodell #1.

### Smart #3

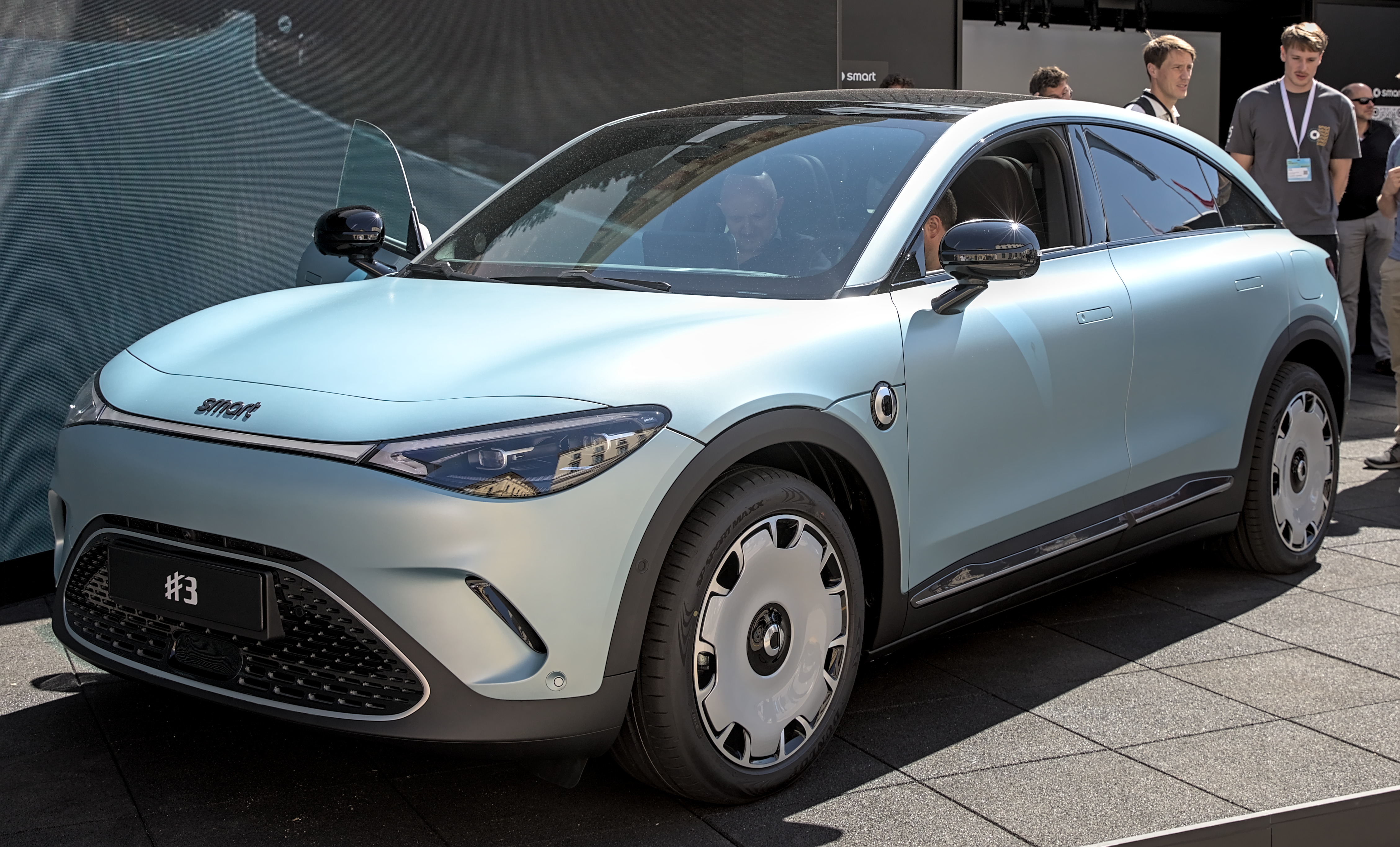
Smart #3

Auf Basis des #1 wurde in China im November 2022 der längere und flachere #3 vorgestellt.

### Smart Concept #5 (Studie)

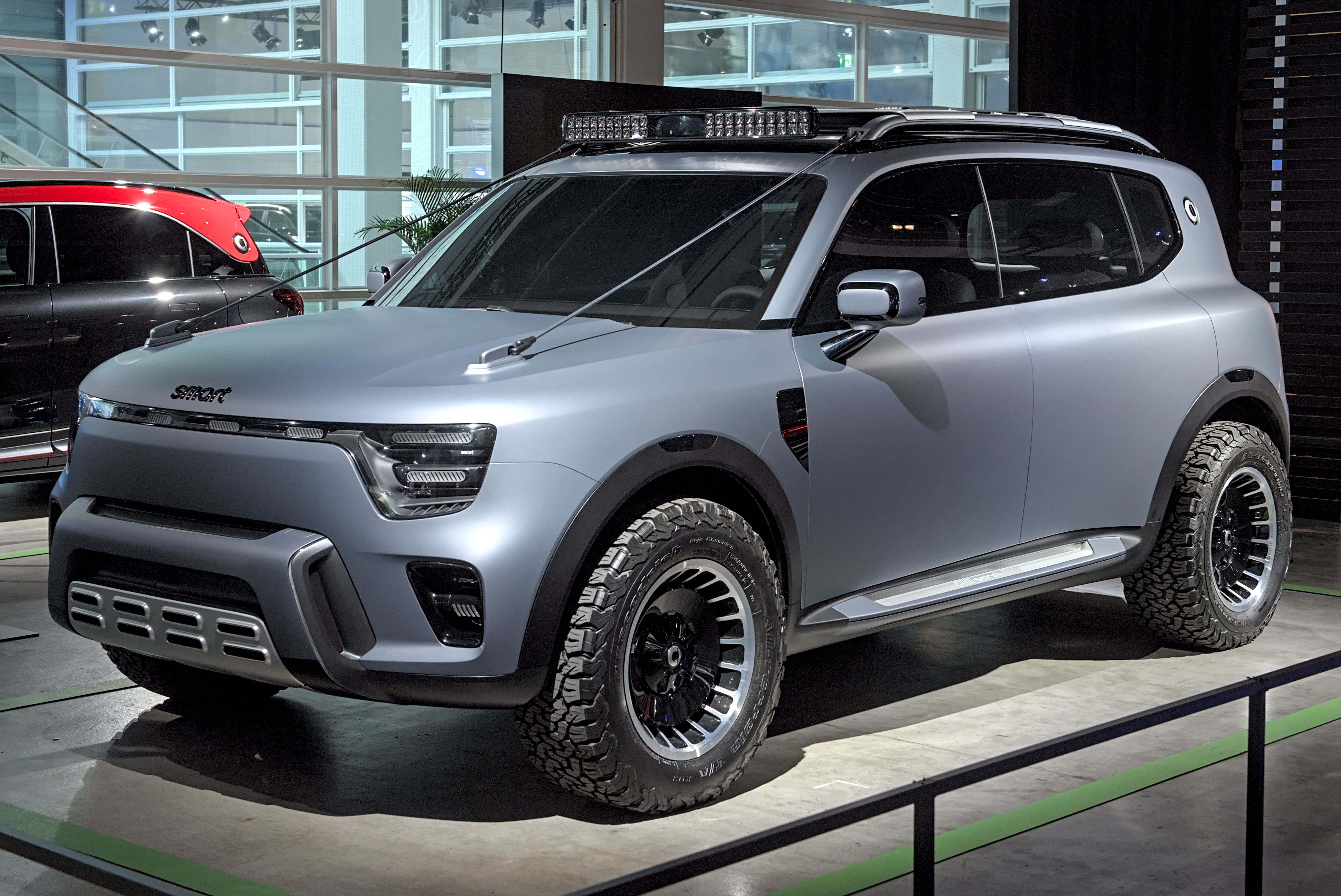
Smart Concept #5

Der Smart Concept #5 wurde auf der Beijing Auto Show im April 2024 präsentiert. Er gibt einen Ausblick auf ein 4,70 Meter langes SUV der Marke mit 800-Volt-Batterietechnik.

### Smart #5

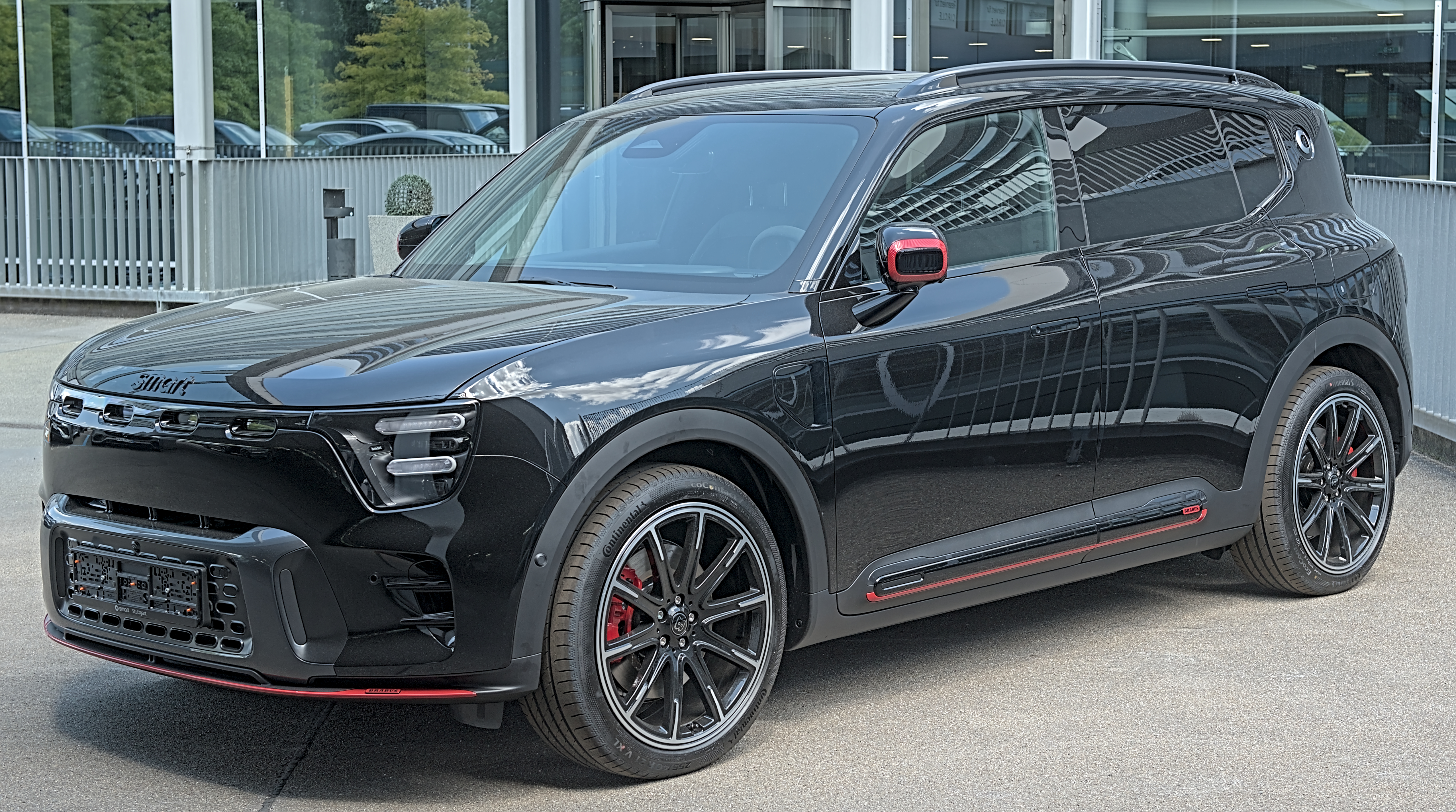
Smart #5

Der #5, der im August 2024 vorgestellt wurde, ist rund 4,70 Meter lang und nutzt eine 800-Volt-Schnellladetechnik. Er kam im Oktober 2024 zunächst in China in den Handel.

## Technische Besonderheiten
Die Gangschaltung der Modelle fortwo und roadster ist bei den Pure- und Pulse-Reihen eine sechsstufige Halbautomatik (technisch: ein automatisiert bedientes Schaltgetriebe, einschließlich der Bedienung von Kupplung und Gas). Diese Lösung folgte zwei Überlegungen: Zum einen sollte der Smart (Fortwo) als moderner Kleinwagen unkompliziert gefahren werden können, zum anderen waren die beengten Platzverhältnisse (Fußraum, Mittelkonsole) ausschlaggebend. So werden Fortwo und Roadster (Forfour gegen Aufpreis) ohne Kupplungspedal sequenziell mit einem Joystick geschaltet. Bei Bedienung des Joysticks (+/−) werden lediglich Schaltimpulse ausgelöst, die mechanisch ein Aktuator im Getriebe ausführt. Herunterschalten bei hohen Drehzahlen wird mit automatischem Zwischengas unterstützt. Zugleich werden von der Steuerung automatisch, und der Fahrweise angepasst, Gas und Kupplung bedient. Abwürgen, Fehlschaltungen und Überdrehen des Motors sind nahezu unmöglich. Beim Heranrollen an eine Ampel „zieht“ der Smart die Gänge nach, das heißt, er schaltet herunter und unterstützt beim Ausrollen mit dem Bremsmoment des Motors. Im Stillstand legt die Getriebesteuerung automatisch den ersten Gang ein. Die Passion- und Brabus-Reihen verfügen serienmäßig über eine auf Wunsch vollautomatisch schaltende Gangschaltung. Für das Modell pure und pulse konnte diese gegen Aufpreis bestellt werden.
Die Bedienung der Kraftübertragung erfolgt durch manuelle Betätigung des Joystick (Softtip) oder je nach Ausstattungsumfang vollautomatisch (softtouch) adaptiv und wird der Fahrweise des Fahrers angepasst. Dabei werden die Parameter Geschwindigkeit, Drehzahl und eingelegter Gang ebenso gemessen wie Gaspedalstellung und Winkelgeschwindigkeit am Gaspedal (aber: keine Berg-Erkennung). Auch im manuellen Modus wird dann in bestimmten Fahrzuständen (zum Beispiel bei Vollgas im hohen Gang und kleiner Drehzahl) die Kupplung zum Schleifen gebracht, um Drehmoment aufzubauen. Hierdurch konnten sogenannte Pendelschaltungen (kurzes Herunterschalten zum Beschleunigen mit folgender Hochschaltung) vermieden werden, sodass der Fahreindruck insgesamt als harmonischer wahrgenommen wird. Ferner wurden ab 2003 gegen Aufpreis Schaltpaddel am Lenkrad angeboten.
Im Gegensatz zu einem klassischen (Wandler-)Automatikgetriebe fährt der Smart erst an, wenn Gas gegeben wird und nicht bereits beim Lösen der Fußbremse. Mit der Modellpflege (ESP statt Trust) verfügt der Smart Fortwo auch über eine Anfahrhilfe, diese verhindert das Zurückrollen des Wagens. Auch existiert kein Parkmodus, sodass bei vorhandener Steigung oder Gefälle keine Parksperre greift. Laut Werksangaben kann das Fahrzeug aber im Rückwärtsgang mit gezogener Handbremse sicher geparkt werden.
Das Modell Forfour besitzt serienmäßig ein normales Schaltgetriebe. Die Halbautomatik ist auf Wunsch lieferbar und besitzt eine aus (Drehmomentwandler-)Automatik-Wagen bekannte Kriechfunktion, die über eine schleifende Kupplung simuliert wird.
Die Smart-Motoren M 160 (Benzin) und OM 660 (Diesel) werden vom Ausrüster Ecofly als Flugzeugmotoren für Ultraleicht- und Leichtflugzeuge sowie für Motorsegler angeboten, u. a. für die B&F FK 9. Dafür wurde von Ecofly mit Unterstützung durch Mercedes-Benz ein kompletter Elektronik-Umrüstsatz entwickelt. Mit der Modellvariante FK9 smart der B&F FK 9 wurde bei der Firma B&F Technik Vertriebs GmbH auch erstmals ein Ultraleichtflugzeug serienmäßig mit Smart-Motoren ausgestattet.

## Plagiate
Im Oktober 2006 wurde bekannt, dass das chinesische Unternehmen CMEC ein Modell namens Electric City Smart baut, das explizit für den Export nach Europa gedacht ist und – äußerlich – eine fast gleich aussehende Kopie des Smart City-Coupé Bj. 1998–2000 darstellt. DaimlerChrysler kündigte rechtliche Schritte gegen die Kopie an.
Einen weiteren Nachbau hat die chinesische Firma Shuanghuan unter dem Namen Shuanghuan Noble im Programm. Beide Modelle werden in Europa von der italienischen Martin Motors unter eigenem Markennamen produziert und angeboten.

## Galerie

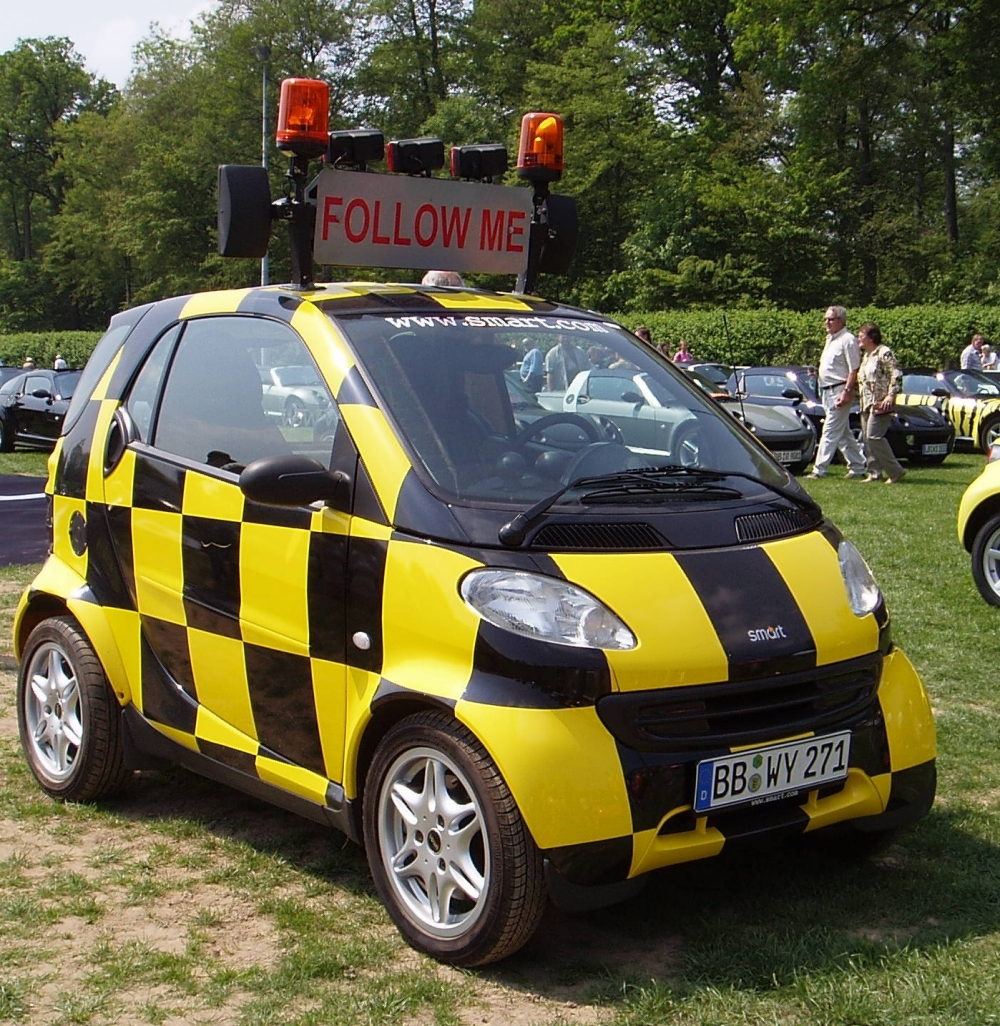
Smart als „Flughafenfahrzeug“
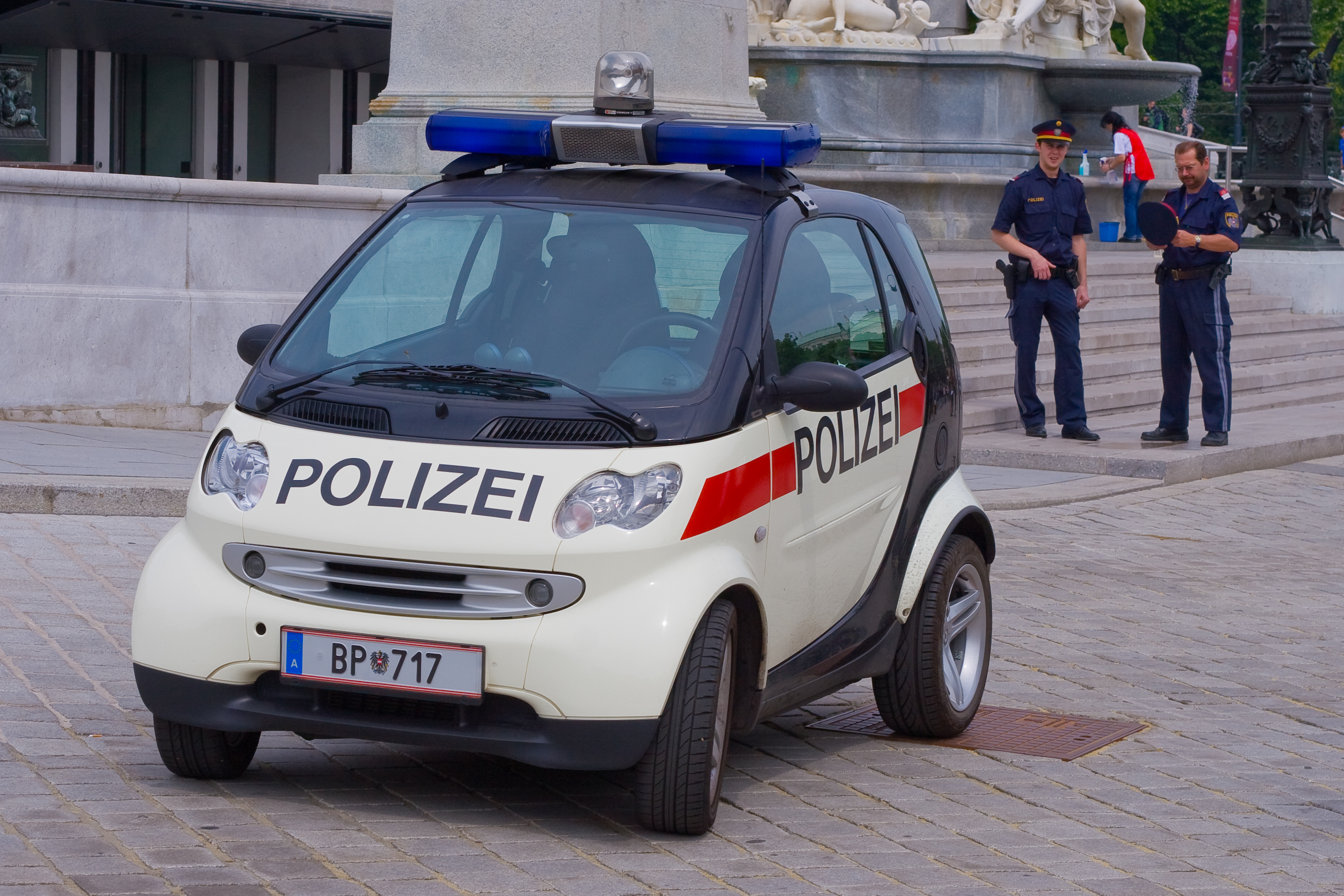
Smart der Wiener Polizei
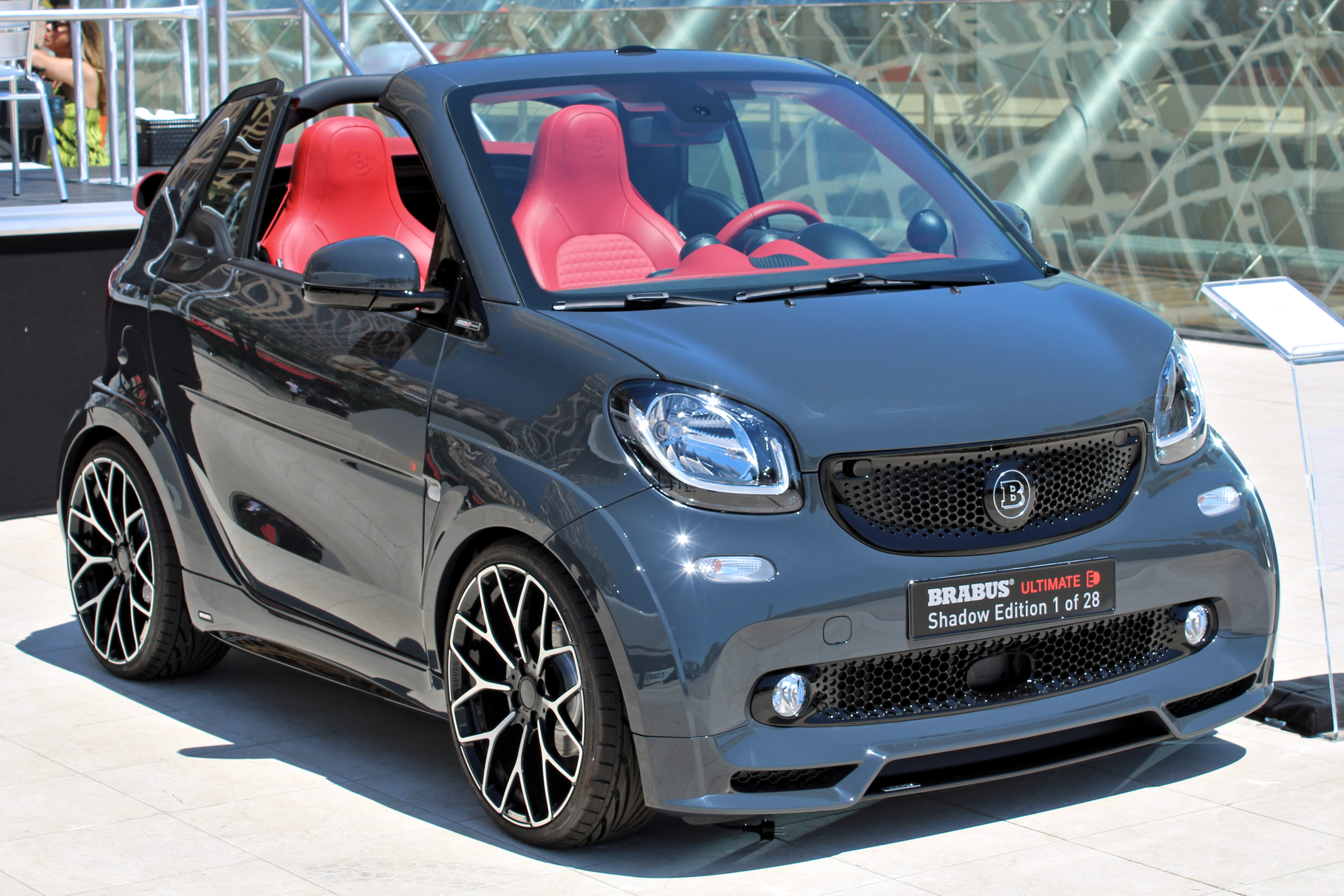
Getunter Smart von Brabus
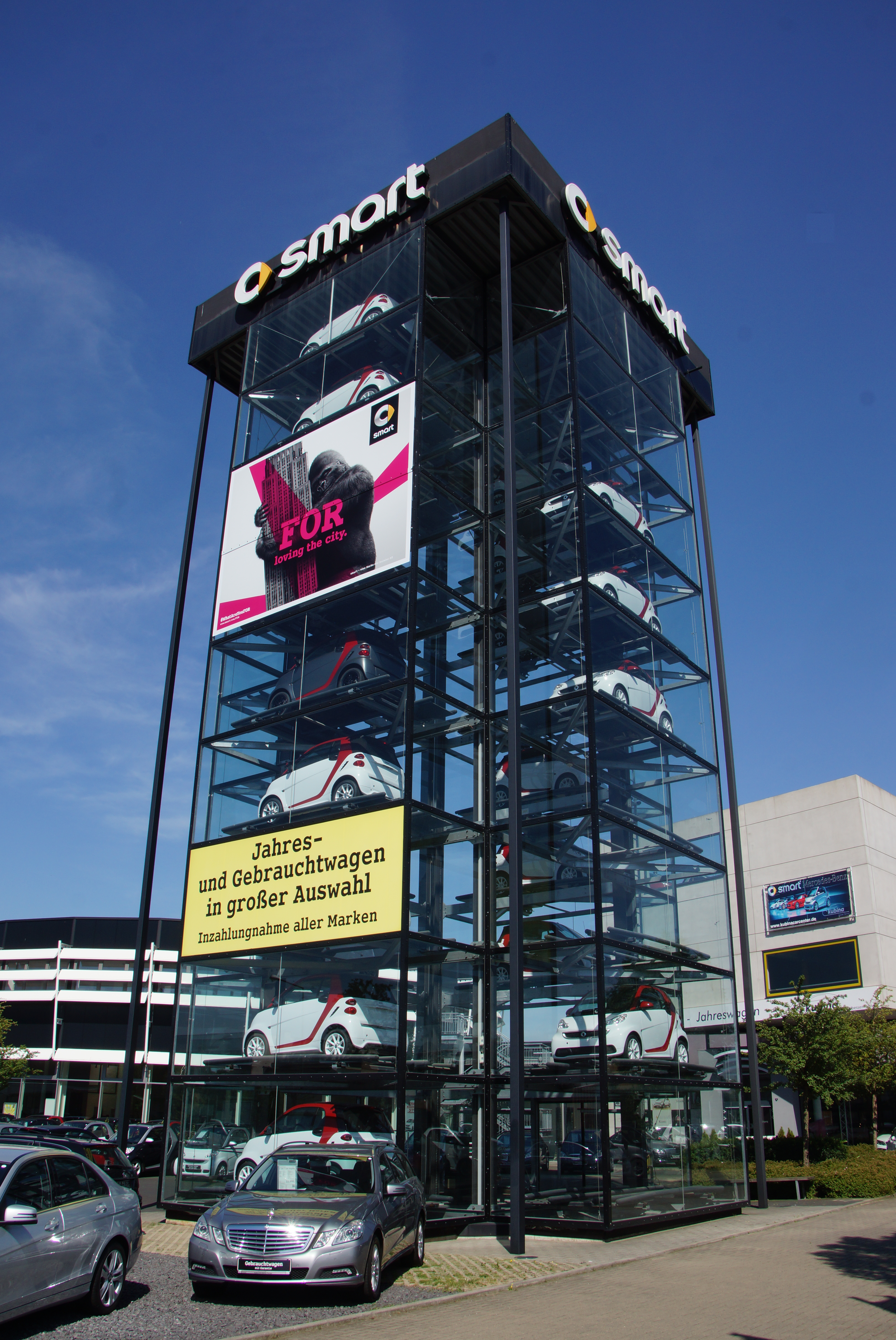
Smart-Center Köln-Marsdorf
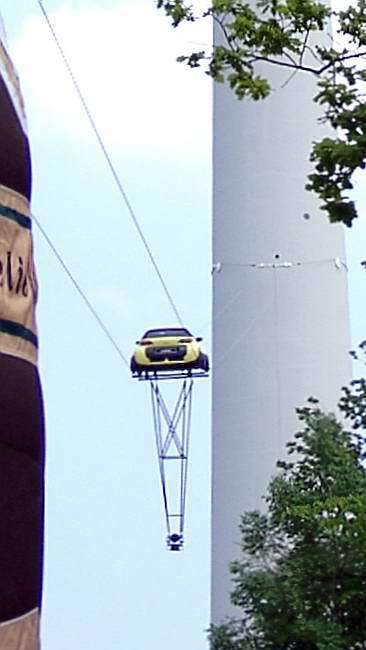
Ein Smart Roadster fährt ballastiert auf dem Doppel-Hochseil zum Stuttgarter Fernsehturm